# Médiateur ministériel
Un médiateur ministériel est soit un dirigeant politique, on peut alors parler de médiation gouvernementale, soit une personne nommée par un membre du gouvernement intervenant dans le cadre d'une mesure, d'un dispositif ou d'une situation pour recenser les aspects qui peuvent poser des difficultés et engager des pourparlers, voire trouver le moyen de résoudre un conflit persistant et pouvant atteindre à l'ordre public par des mouvements sociaux ou des conséquences économiques.
« Les médiateurs ministériels sont nommés dans l'urgence, il s'agit alors de négociation plus que de médiation : il faut gagner du temps, faire taire les revendications. Il ne s'agit pas d'aller au fond du problème en abordant les sujets qui font mal. », précise Jean-Louis Lascoux, président de la chambre professionnelle de la médiation et de la négociation.

## Positionnement
S'il est nommé, le médiateur ministériel est directement sous la tutelle de l'autorité politique qui l'a nommé.
Le médiateur ministériel n'a aucune marge de manœuvre et ne peut garantir aux parties que la solution ou les accords qu'elles pourraient élaborer seront suivies par l'autorité de tutelle.
Le médiateur ministériel pourrait être considéré comme ayant des fonctions d'Ombudsman relativement à l'écoute (recensement des doléances), sans l'indépendance, ni la neutralité ou l'impartialité. Il a un rôle de porte parole de son Ministre de tutelle.

## Exemples de missions contemporaines
- 22 mars 1989 : dans le cadre de la grève générale des fonctionnaires en Corse, le premier ministre Michel Rocard nomme Michel Prada médiateur. Après l'ouverture de négociations avec les syndicats, il est reconnu le 25 mars un constat d'échec.

- En octobre 2005, Bernard Brunhes a été nommé par le gouvernement Dominique de Villepin dans le conflit de la régie des transports de Marseille (RTM)

- En été 2006, Nicolas Sarkozy, ministre de l'intérieur, a ainsi nommé un médiateur ministériel, Arno Klarsfeld, appelé Médiateur national, dans le cadre du développement de sa politique relative à l'immigration choisie[2]. Malgré la médiatisation, les résultats sont restés inconnus.

- En été 2006, le ministre de la santé, a nommé une médiatrice ministérielle, Agnès Claret de Fleurieu, présidente de l'observatoire national de la pauvreté et de l'exclusion sociale depuis le 29 juillet 1998, dans l'affaire des tentes des SDF données par l'association Médecins du monde. Un rapport a été produit.

- En décembre 2006, le ministre de l'intérieur, Nicolas Sarkozy, candidat à la présidence de la République française, a confié à Arno Klarsfeld, une nouvelle mission concernant « un diagnostic sur la situation des sans-abri et de formuler des propositions sur le logement »[3]

- Le 26 avril 2010, Hervé Novelli, Secrétaire d’État chargé du commerce, de l'artisanat, des PME, de la consommation, du tourisme et des services, a nommé Thierry Baudier  médiateur auprès des consommateurs français pour répondre aux conséquences de la crise aérienne provoquée par l'éruption du volcan islandais Eyjafjallajökull.

## Exemples dans l'Histoire
- Vignoble de Cahors - conflit intervenu au XVIIIe siècle. Louis XVI régla le conflit en mettant en place une médiation entre les viticulteurs.